# Teologia pastoralna
Teologia pastoralna – dyscyplina teologii praktycznej, której przedmiotem jest relacja pomiędzy człowiekiem wierzącym a światem współczesnym i Kościołem.
W Kościele katolickim do rozwoju współczesnej teologii pastoralnej przyczynił się Hans Urs von Balthasar.